# Hardrock Gunter
Sidney Louie Gunter Jr. (Birmingham (Alabama), 27 de febrero de 1925 – 15 de marzo de 2013), conocido como Hardrock Gunter, fue un cantante, compositor y guitarrista estadounidense cuya música a finales de la década de 1950 prefiguraba al rock and roll y al rockabilly.

## Biografía
En su juventud, Gunter formó su primer grupo, the Hoot Owl Ramblers, y también participó en solitario en talent shows. En 1939, se unió a la formación Happy Wilson's Golden River Boys, un grupo de swing country, y adquirió su apodo cuando la tapa del maletero de una furgoneta cayó sobre él antes de un espectáculo y ni se inmutó.  Después de la guerra, volvió con su grupo, antes de dejar para convertirse en su agente y comenzar a aparecer en la televisión local.
Como personalidad local, grabó sus primeras canciones por la firma Bama. Grabó su primera canción "Birmingham Bounce" a principios de los 50, los Golden River Boys siendo renombrado por The Pebbles para la grabación. Se convirtió en un éxito regional, y se reprodujeron más de 20 versiones, siendo la más exitosa la de Red Foley, cuya versión alcanzó el número 1 en el  Billboard country chart y no.14 en el pop chart. La versión original Gunter se ha considerado como un atecedente del primer disco de rock and roll, anterior a "Rocket 88" un año antes.
Gunter siguió con "Going to Dance All Night", uno de los primeros discos en presentar las palabras reales "rock'n'roll". Cuando la firma Bama desapareció, Gunter firmó por Decca, hizo dueto en 1951 con Roberta Lee, "Sixty Minute Man," uno de las primeras grabaciones country en llegar al público de R&B. En 1953 comenzó a trabajar en una emisora de radio, donde versionó "Gonna Dance All Night" y grabó "Jukebox Help Me Find My Baby", ambos pajo la firma de Sun Records y que también se convirtieron en éxitor regionales. En 1958 fue uno de los primeros músicos en usar el eco y el overdub en la grabación de "Boppin' to Grandfather's Clock".
Continuó grabando canciones con éxito más limitado y, en la década de los 60, dejó el mundo de la música para dedicarse al mundo de los seguros. Se retiró a Rio Rancho, New Mexico. En 1995 volvió a los escenarios en festivales en Gran Bretaña, Alemania y Estados Unidos. Murió en 2013 por complicaciones de unaneumonía, a los 88 años de edad.